# Dream5
Pour les articles homonymes, voir Dream.
Dream 5 (graphié Dream5) est un groupe de musique japonais ayant fait ses débuts en 2009 sous le label Avex Trax et dissous en 2016. Il fut composé de quatre filles dont Kotori Shigemoto ("leader" du groupe) ainsi qu'un jeune garçon Akira Takano.

## Biographie
Tard en 2009, l'émission pour la jeunesse Tensai Terebikun MAX a organisé une audition nationale pour un nouveau groupe d'enfants pré-adolescents sachant danser ou chanter.
Le but du groupe est d'être populaire chez les enfants, en particulier chez les élèves de primaire et de collège voire leurs parents.
Cinq membres sont sélectionnés pour former les Dream5 : Kotori Shigemoto, Momona Tamakawa, Mikoto Hibi, Akira Takano et Yuuno Ohara. Ils ont débuté en novembre de la même année avec leur premier single I Don't Obey ~Bokura no Pride~ qui se classe 30e à l'oricon et y reste pendant cinq semaines.
Ils sortent leur premier EP appelé Run to the Future en mars 2010 dont le premier single y est inclus.
Ils jouent également dans des dramas et participent aux émissions de télévision.
Dream5 apparait également dans l'anime Tamagotchi! Yume Kira Anime comme des personnages Tamagotchi avec le même nom de groupe. Ils disposent et jouent dans l'épisode 24 (167) avec un rôle important dans cette l'épisode.
Après deux EP et plusieurs singles sortis, le groupe dévoile son premier album studio Magokoro to You en 2013.
Les membres désormais matures (dont la leader Kotori Shigemoto majeure), le groupe décident de se séparer trois ans après un ultime concert le 31 décembre 2016. Un des membres Momona Tamakawa avait quitté le groupe en avril 2016 en raison de manque d'estime de soi.

## Membres
| Nom et Prénom    | Nom en japonais | Date de Naissance | Âge | Sexe     | Remarques / Spécialités |
| ---------------- | --------------- | ----------------- | --- | -------- | ----------------------- |
| Kotori Shigemoto | 重本ことり      | 5 octobre 1996    | 28  | Féminin  | Leader; Chant           |
| Momona Tamakawa  | 玉川桃奈        | 24 mars 1997      | 27  | Féminin  | Danse                   |
| Akira Takano     | 高野洸          | 22 juillet 1997   | 27  | Masculin | Danse                   |
| Mikoto Hibi      | 日比美思        | 20 septembre 1998 | 26  | Féminin  | Chant                   |
| Yūno Ohara       | 大原優乃        | 8 octobre 1999    | 25  | Féminin  | Danse                   |

## Discographie

### Albums
Albums studio
EPs
Compilations

### Singles
1. 4 novembre 2009 - I don't obey ~Bokura no Pride~ (僕らのプライド?)
2. 4 août 2011 - Bokura no Natsu!! (僕らのナツ!!?)
3. 1er janvier 2011 - Koi no Dial 6700 (恋のダイヤル6700?)
4. 20 juillet 2011 - Like & Peace!
5. 4 janvier 2012 - Kira Kira Every Day (キラキラ Every day?)
6. 5 février 2012 - I★my★me★mine / EZ DO DANCE
7. 15 août 2012 - READY GO!! / Wake Me Up!
8. 7 novembre 2012 - Shekimeki! (シェキメキ!?)
9. 6 février 2013 - COME ON! / Doremifa Sorairo (ドレミファソライロ?)
10. 15 mai 2013 - Hop! Step! Dance (Hop! Step! ダンス↑↑?)
11. 14 août 2013 - We are Dreamer
12. 23 avril 2014 - Break Out / Yōkai Taisō Dai Ichi (ようかい体操第一?)
13. 29 octobre 2014 - Dan Dan Dubi Zuba! (ダン・ダン　ドゥビ・ズバー！?) (Dream5 + Taicho Buri)
14. 17 juin 2015 - Yōkai Taisō Dai ni (ようかい体操第二?)

### Collaboration ou autres
Compilation
1. 19 décembre 2012 - TRF Respect Idol Tribute